# Öresten flygfält
Öresten flygfält  är beläget 10 km sydväst om Kinna. Flygfältet används av privatflygplan och för segelflygverksamhet. På flygfältet finns Örestens flygklubb som äger och driver flyfältet. Utöver flygklubben finns det ett antal privatägda plan varav många är hembyggda flygplan.

## Källhänvisningar
1. ↑  ”Svenska flygfält Öresten ESGM”. KSAB. Arkiverad från originalet den 27 november 2013. https://web.archive.org/web/20131127012652/http://orestensfk.se/svflyg/index.html. Läst 2 april 2013.
2. ↑  ”Historien om Örestens Flygklubbs födelse”. Örestens Flygklubb. Arkiverad från originalet den 27 november 2013. https://web.archive.org/web/20131127012927/http://orestensfk.se/vaelkomna/historik.html. Läst 2 april 2013.